# Unión Editorial
Unión Editorial es una editorial española que desde 1973 publica libros favorables a la economía de mercado y de la filosofía liberal en que dicha economía se sustenta. Uno de sus primeras actividades fue recibir de Friedrich Hayek el permiso para traducir al español y publicar su obra completa, tarea que se fue concretando a través de los años.
En la actualidad, Unión Editorial cuenta con títulos de importantes economistas de la Escuela Austríaca, como Carl Menger, Eugen von Böhm Bawerk, Ludwig von Mises, Friedrich Hayek, Henry Hazlitt, Murray Rothbard, Israel Kirzner o algunos contemporáneos como Jesús Huerta de Soto, Roger W. Garrison, Hans Hermann Hoppe, Thomas DiLorenzo, Carlos Rodríguez Braun, Lorenzo Infantino, Gabriel J. Zanotti, Oscar Vara, Adrián Ravier, entre tantos otros.
Con sede en Madrid, en los últimos años ha comenzado un proceso de expansión, para llegar a más lectores a través de acuerdos institucionales con librerías e instituciones de los distintos países latinoamericanos. En Argentina, publica también bajo el sello Ediciones Barbarroja.